# Polyancistroides xanthicles
Polyancistroides xanthicles är en insektsart som beskrevs av Rehn, J.A.G. 1937. Polyancistroides xanthicles ingår i släktet Polyancistroides och familjen vårtbitare. Inga underarter finns listade i Catalogue of Life.